# 대공원역 (과천)
대공원(국립과천과학관)역(Seoul Grand Park(Gwacheon National Science Museum)Station, 大公園(國立果川科學館)驛)은 경기도 과천시 과천동과 막계동에 있는 수도권 전철 4호선의 전철역이다. 인근에 국립과천과학관이 있다. 2006년 7월 1일에 한국철도공사 지사제 발족과 함께 그룹대표역으로 지정됐으나, 업무의 효율성, 핵심 사업 실행, 현장 중심의 경영체제 확립을 위한 조직 개편과 함께 2009년 9월 1일 지역 본부 축소와 함께 보통역으로 격하됐다. 고객지원실에서 한국철도 100주년 기념 스탬프를 날인 받을 수 있다. 향후 급행열차 운행 일환으로 대피선 설치 계획이 있다. 부역명은 서울랜드였으나 계약 해지됐다가 국립과천과학관이 붙였다.

## 역사
- 1994년 4월 1일: 과천선 개통과 함께 영업 개시
- 2004년 12월 10일: 철도승차권 단말기 철거
- 2006년 7월 1일: 한국철도공사 지사제 발족과 함께 그룹대표역으로 지정
- 2009년 9월 1일: 지역 본부로 축소와 함께 보통역으로 격하
- 2025년 6월 30일: 국립과천과학관 부역명 변경

## 역 구조
2면 2선의 상대식 승강장이며, 스크린도어가 설치돼 있다. 출구는 6개다. 승강장 횡단이 가능하긴 하지만, 역무실측만 횡단이 가능하고 반대편 출구는 그렇지 않다.

### 승강장
| ↑ 경마공원(렛츠런파크 서울) |
| \| ２                       |
| 과천 ↓                      |

| 1 | ● 수도권 전철 4호선 | 사당 · 이촌(국립중앙박물관)·명동(우리금융타운)·창동 · 불암산(당고개) 방면 |
| 2 | ● 수도권 전철 4호선 | 금정 · 안산 · 오이도 방면                                                 |

## 역 주변
| 나가는 곳 | 방면                                                 |
| --------- | ---------------------------------------------------- |
| 1         | 서울대공원 서울랜드 국립현대미술관                   |
| 2         | 서울대공원 서울랜드 국립현대미술관                   |
| 3         | 서울대공원 서울랜드 국립현대미술관 복돌이동상 IT월드 |
| 4         | 한국카메라박물관 남태령 과천방면                     |
| 5         | 국립과천과학관                                       |
| 6         | 국립과천과학관                                       |

## 사진

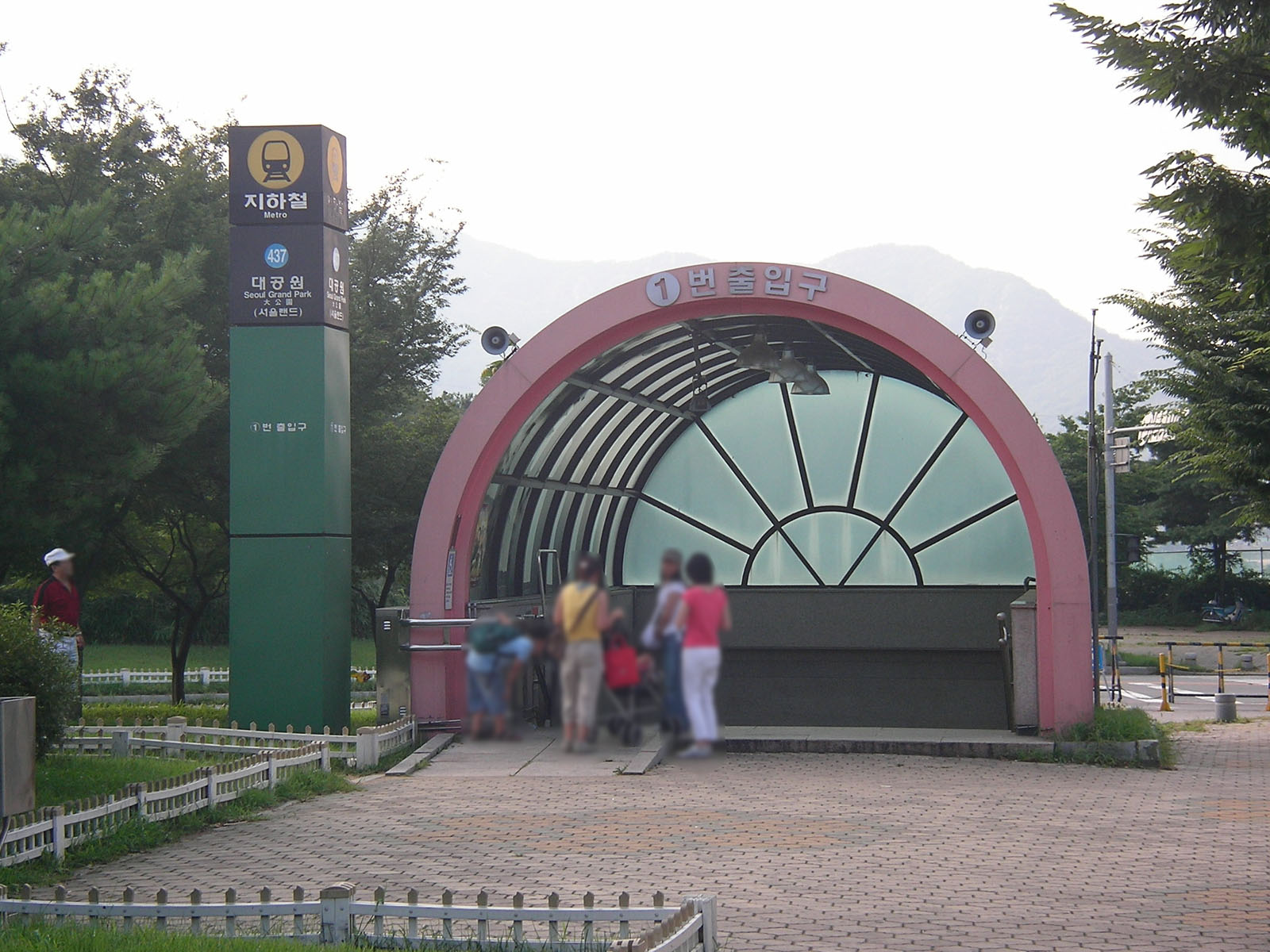
1번 출구
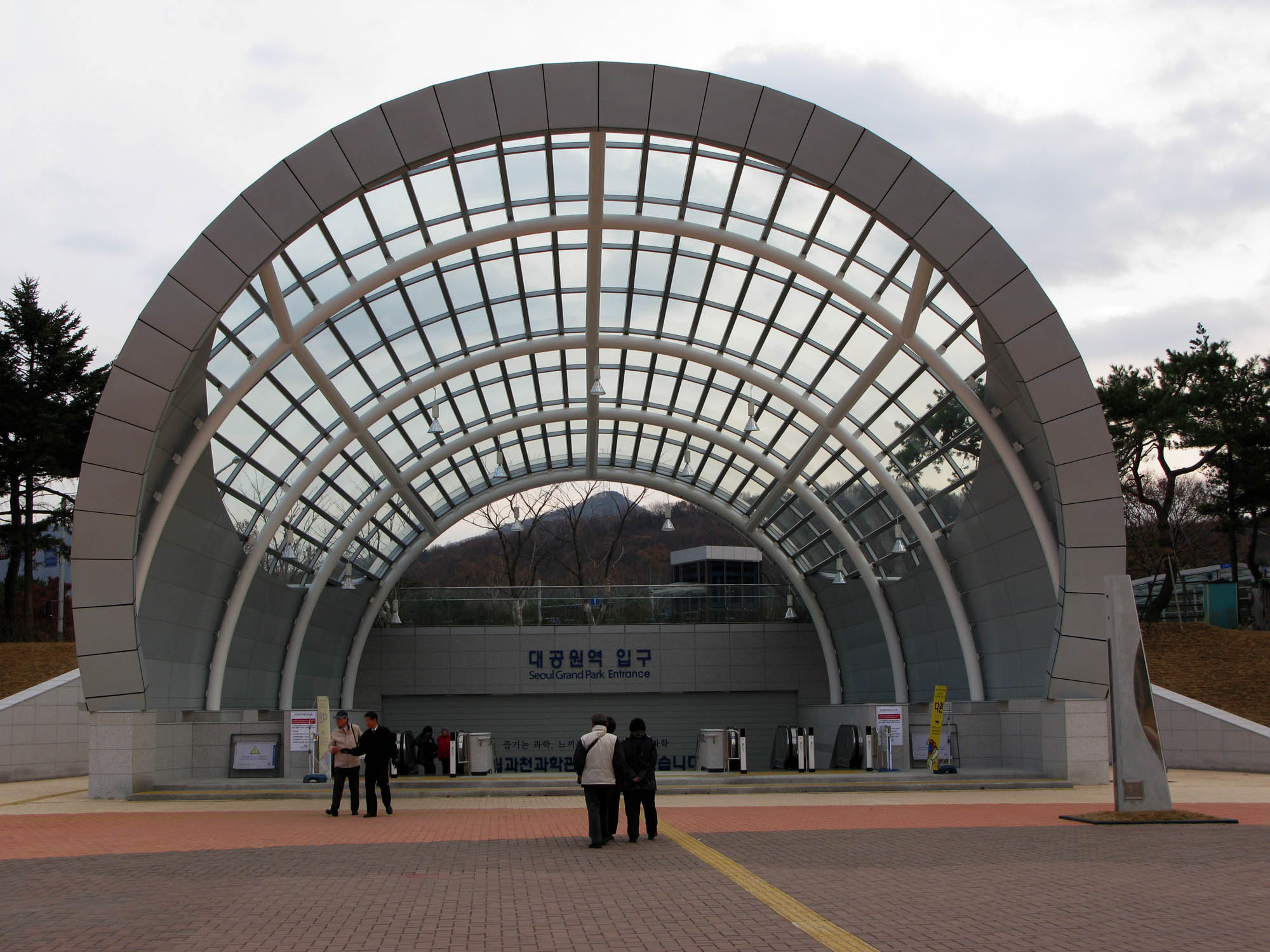
6번 출구
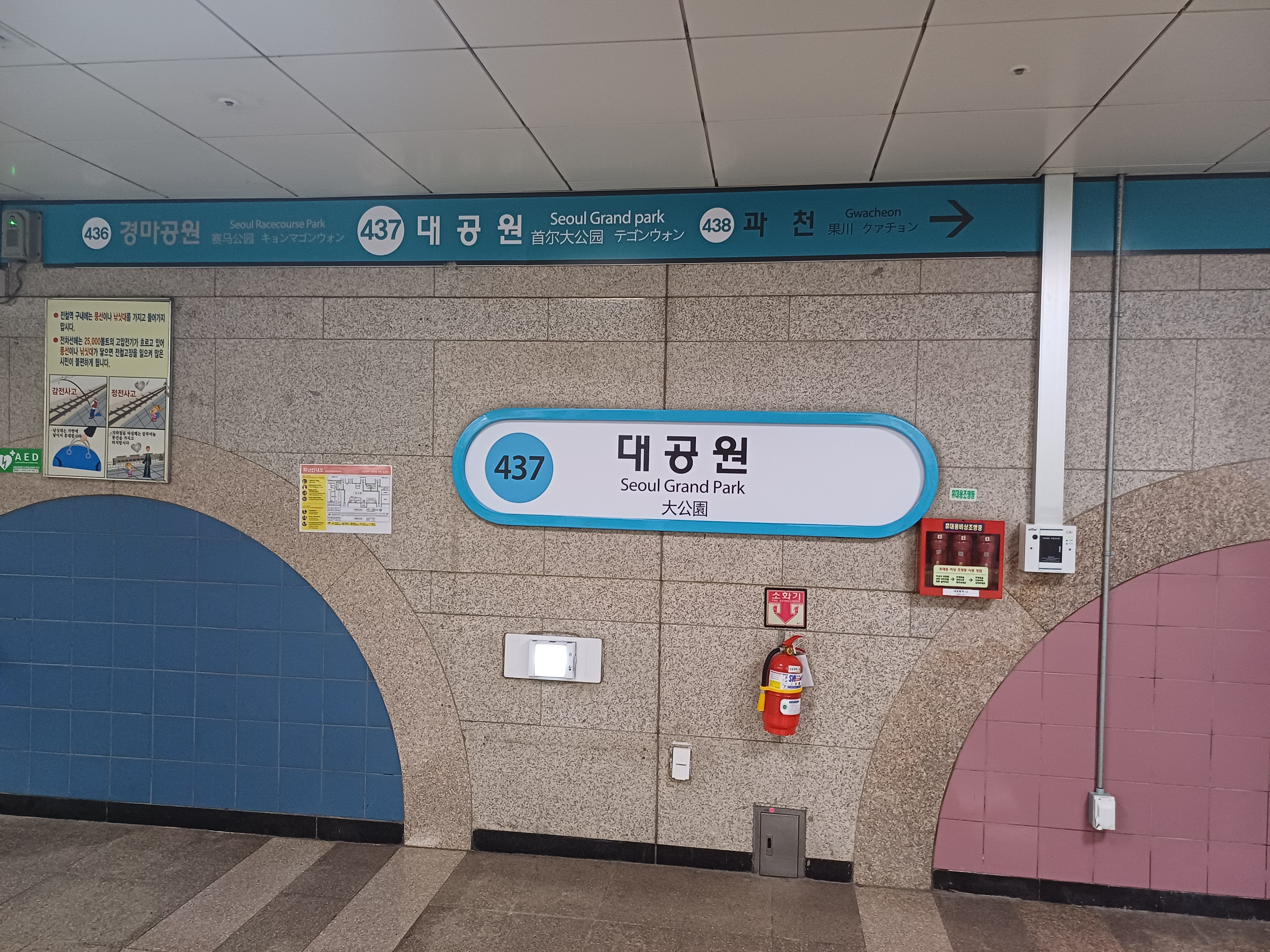
역명판2

## 승차량 변동
| 역 노선 | 승차 인원 | 승차 인원 | 승차 인원 | 승차 인원 | 승차 인원 | 승차 인원 | 승차 인원 | 승차 인원 | 승차 인원 | 승차 인원 | 승차 인원 | 승차 인원 | 승차 인원 | 승차 인원 | 승차 인원 | 승차 인원 | 승차 인원 | 승차 인원 | 승차 인원 | 승차 인원 | 승차 인원 | 승차 인원 | 승차 인원 | 승차 인원 | 주 석 |
| 역 노선 | 2000년    | 2001년    | 2002년    | 2003년    | 2004년    | 2005년    | 2006년    | 2007년    | 2008년    | 2009년    | 2010년    | 2011년    | 2012년    | 2013년    | 2014년    | 2015년    | 2016년    | 2017년    | 2018년    | 2019년    | 2020년    | 2021년    | 2022년    | 2023년    | 주 석 |
| ------- | --------- | --------- | --------- | --------- | --------- | --------- | --------- | --------- | --------- | --------- | --------- | --------- | --------- | --------- | --------- | --------- | --------- | --------- | --------- | --------- | --------- | --------- | --------- | --------- | ----- |
| 4호선   | 8170      | 8590      | 8822      | 8904      | 7545      | 6972      | 6553      | 6878      | 7062      | 7331      | 7599      | 7753      | 7446      | 7410      | 7175      | 6762      | 6349      | 5622      | 5093      | 5117      | 2348      | 3180      | 4472      | 4578      | [ 1 ] |

## 인접한 역
| 과천선                   | 과천선              | 과천선               |
| ------------------------ | ------------------- | -------------------- |
| 436 경마공원 불암산 방면 | ● 수도권 전철 4호선 | 438 과천 오이도 방면 |